# Tifos exantematic
Tifosul exantematic, numit și tifosul epidemic, tifosul istoric, tifosul lumii vechi, tifosul european, tifosul clasic, tifosul de păduchi, tifosul peteșial, febra peteșială, tifosul de foamete, tifosul de război, tifosul de lagăr, este o boală infecțioasă acută contagioasă și epidemică, determinată de Rickettsia prowazekii (după numele medicilor american Ricketts și ceh von Prowazek, victime ale tifosului exantematic), transmisă de la om la om prin intermediul păduchelui. După o incubație de 5-20 zile, boala se manifestă clinic printr-o evoluție ciclică de circa 2 săptămâni, cu febră mare, erupție maculopeteșială difuză a trunchiului și al membrelor cu aspect de "cer înstelat", stare tifică, multiple tulburări circulatorii și nervoase. Profilaxia se face prin izolarea bolnavilor, deparazitare și vaccinare. Epidemiile apar în caz de persistență a pediculozei întreținută de lipsa de igienă, neschimbarea rufăriei, frig. Deplasările de populație și aglomerațiile, realizate mai ales în perioadele anormale, provocate de războaie, constituie alți factori favorizanți. Marea epidemie de tifos exantematic de la sfârșitul primului război mondial a provocat în țările din răsăritul Europei circa 30.000.000 de bolnavi, cu peste 3.000.000 de morți. În România, în timpul celor două războaie mondiale, s-a semnalat o morbiditate și mortalitate ridicate prin tifos exantematic. Astfel în iarna 1917 și primăvara 1918, în Moldova s-au înregistrat peste 750.000 de cazuri de îmbolnăviri cu 125.000 decese. La finalul celui de al doilea Război Mondial, numai în Moldova, s-au menționat peste 80.000 de cazuri, cu aproximativ 3.500 decese. Utilizarea pe scară largă la începutul anilor 1950 a insecticidului diclordifeniltricloretan (DDT) a dus la un declin spectaculos al numărului de păduchi de corp. Tratamentul rickettsiozelor, introdus în 1948, cu tetraciclină, doxiciclină și cloramfenicolul a redus cu mult morbiditatea, iar în anii care au urmat, tifosul exantematic a devenit sporadic și, treptat, a fost înlocuit cu rare cazuri de tifos exantematic repetat prin recădere (boala Brill-Zinsser), la purtătorii cronici, provenind dintre foștii bolnavi din perioada epidemică. Din anii '90 și până în prezent au fost raportate cazuri sporadice și mici focare în zonele montane din America Centrală și de Sud (mai ales în Peru) și în Africa (Burundi, Uganda, Etiopia, Nigeria și Rwanda), Rusia și Kazahstan, precum și în mai multe state din estul Statelor Unite.

## Istoricul epidemiilor de tifos exantematic
- Ciuma din Atena (430 î.Hr.), descrisă de Tucidide, unii autori consideră că a fost provocată de Rickettsia prowazekii agentul patogen al tifosului exantematic, alții de Salmonella typhi, agentul patogen al febrei tifoide.[9][10]
- Spre sfârșitul secolului al XVI-lea, tifosul a ucis mai mult de 2 milioane de indieni nativi din zonele muntoase din Mexic.[11]
- În Războiul de treizeci de ani din Franța (1618-1648) au murit de tifos, ciumă și foametea 10.000.000 de persoane și probabil o jumătate din populația totală a Germaniei, doar 350.000 au murit în luptă.[9][12]
- În 1812, Marea Armată a lui Napoleon a pornit spre Moscova cu aproximativ 500.000-700.000 de soldați, dar numai 3.000 din ei s-au întors; 20% dintre soldații au murit de tifos exantematic.[9][13]
- În 1816–19, în Irlanda au murit de tifos exantematic 190.000 persoane , iar 120.000 de foame și de febra tifoidă.[9]
- În Războiul din Crimeea din 1854–56,  au decedat de tifos, holeră și dizenterie 65.000 de soldați francezi și englezi și 38.000 de soldați ruși.[9]
- În 1914 în timpul invaziei austriecilor în Serbia tifosul exantematic a ucis 200.000 de soldați sârbi pe front, aproape un sfert din forțele lor armate, din cei 400 de medici din Serbia, 126 a murit de tifos în timp ce tratau bolnavii. Aproape 30.000 dintre cei 60.000 de prizonieri austrieci capturați de sârbi au murit din cauza tifosului exantematic.[9]
- La sfârșitul primului război mondial și după Revoluția bolșevică din 1917, tifosul exantematic a provocat în țările din răsăritul Europei circa 30.000.000 de bolnavi, cu peste 3.000.000 de morți, majoritatea în Rusia.[14][15][16]
- În România în iarna 1917 și primăvara 1918, numai în Moldova s-au înregistrat peste 750.000 de cazuri de îmbolnăviri de tifos exantematic cu 125.000 decese.[17] 350 de medici români și personalul medical francez din spitalul de campanie de la Vila Greierul din Iași condus de Jean Clunet au murit de tifos.[18]
- În timpul celui de-al doilea război mondial tifosul exantematic a apărut mai ales în numeroase lagăre de concentrare germane. De la sfârșitul acestui război nu s-au mai semnalat epidemii de tifos.[19] La finele celui de al doilea Război Mondial, numai în Moldova, s-au menționat peste 80.000 de cazuri de tifos exantematic, cu aproximativ 3.500 decese.[7]

Iată cum a descris evoluția tifosului exantematic izbucnit în iarna 1917 și primăvara 1918 în Moldova profesorul Ioan Cantacuzino în articolul  "L'épidemie de typhus exanthématique en Roumanie pendant la dernière guerre - Société de Pathologie Exotique, Paris, séance de mars 1920" perioada când, ca prim delegat al României, Ioan Cantacuzino pregătea semnarea tratatului de pace de la Trianon: "
''Înainte de războiul din 1916, tifosul exantematic era aproape necunoscut în România; din când în când, la intervale rare, au fost semnalate mici focare izolate, mai ales printre țiganii din marginea Bucureștiului; dar aceste cazuri au rămas excepționale și atunci când a izbucnit războiul, medicii români nu cunoșteau boala, doar câțiva dintre ei au avut ocazia să o cunoască. Cât despre febra recurentă, ea nu a existat în România înainte de 1915; nici un caz nu a fost constat până la acel moment; ca urmare a campaniei în 1913 din Bulgaria, unde această boala este endemică, ea și-a  făcut apariția sub forme de cazuri izolate și destul de rare. Chiar la începutul campaniei din 1916, un mic focar de tifos exantematic (5 cazuri în aceeași familie) a fost descoperit într-un sat din Dobrogea. El a fost repede stins (izolarea bolnavilor, despăduchere tuturor locuitorilor satului). Boala a fost foarte probabil importată de trupele rusești care operau în această regiune, poate și de spioni bulgari care cutreierau țara.
Nu au fost semnalate alte cazuri până în momentul când retragerea românească a început să se transforme în dezastru; epuizată de marșuri și lupte, insuficient îmbrăcată, abia hrănită, parțial dispersată, armata română s-a retras, pe un frig năprasnic, în Moldova; învălmășeală în satele Moldovei a devenit în curând într-atât de mare, ca urmare a afluxului trupelor extenuate și a exodului populației civile care fugea de invazia germană, încât tifosul exantematic și-a găsit împlinite dintr-odată împrejurările cele mai prielnice pentru întinderea lui: în localitățile în care cantonau regimentele, nu arareori puteai vedea 25-30 de oameni înghesuiți într-o odăiță țărănească. Promiscuitatea era înfricoșătoare, iar putința de îngrijire a corpului era nulă. Nu erau localuri pentru a adăposti oamenii sau izola bolnavii; lipsea lenjeria, dar și hainele de schimb pentru soldați pe care păduchii nu au întârziat să mișune; caii mureau cu miile de foame și de istovire sau erau reduși la năluci ambulante; aprovizionarea cu alimente și furaje era aproape imposibilă în această țară, odinioară atât de bogată, dar pe care trupele rusești o epuizaseră de mijloace de existență; populația civilă de la sate era privată de asistență medicală, aproape toți medicii erau mobilizați; aceasta era situația când epidemia izbucnise. Diviziile mai sănătoase au fost lăsate pe front pentru a ține piept inamicului, a cărui înaintare a fost în cele din urmă oprită; aici condițiile de igienă au fost mai bune, învălmășeală mai mică, alimentația mai substanțială, iar epidemia de tifos se propaga mediocru; acestea au fost printre cele mai încercate divizii retrase de pe front pentru  a se reconstitui, fiind cazate în condiții detestabile, și astfel boala a evoluat și s-a extins rapid.
Cine ar putea uita tabloul pe care îl prezentau gara Iașilor și mahalalele lui, în februarie 1917. Soldați risipiți și rămași în urmă, refugiați de tot felul, năpădeau de pretutindeni, pe jos sau pe calea ferată, albiți de păduchi, ei împrăștiau în calea lor boala, unii dintre ei cădeau morți în drum, alții în clipa sosirii lor; zilnic pe peroanele gărilor, pe drumurile spre oraș, la ușile spitalelor ticsite de bolnavi stăteau mormane de cadavre îngrămădite cu sutele, unele peste altele; medici și infirmierii cădeau atinși de molimă peste tot; nu mai erau nici scânduri pentru sicrie, iar căruțele târâte de cai ca umbre, purtau cadavrele trântite grămadă; imaginile clasice ale ciumei din Atena se impuneau irezistibil în memoria noastră.
Epidemia a debutat în mod insidios în decembrie 1916; ea era puțin cunoscută la început de către medici, așa cum se întâmpla aproape întotdeauna în astfel de cazuri; în prima jumătate a lunii ianuarie, se notau în registrele infirmeriilor regimentare un număr tot mai mare de diagnostice de „gripă infecțioase“ sau de „stări tifice grave“; de fapt era vorba în acel moment de cazuri de tifos exantematic nediagnosticate. Epidemia a fost recunoscută oficial în a doua jumătate a lunii ianuarie. În acest interval, nu au fost luate măsuri generale sau coordonate, atât de mare era haosul; și astfel virusul a avut posibilitatea să facă numeroase pasaje și boala s-a generalizat, de la începutul lunii februarie, cu o intensitate îngrozitoare.
Din acel moment, morbiditatea și mortalitatea au fost în creștere rapidă; ambele au atins punctul lor culminat în martie, apoi au descrescut destul de repede pentru a ajunge aproape la zero spre sfârșitul lunii mai. În iunie, epidemia a fost practic stinsă și au fost semnalate numai câteva cazuri izolate în iulie. Timp de șase luni, s-au semnalat, ici și colo, doar câteva cazuri foarte rare, arătând că rezervorul virusului nu a fost încă epuizat. A existat o ușoară recrudescență, care a dispărut rapid, în iarna anului 1918, cu o mortalitate mică.
Dar în timp ce grație unor energice măsuri de profilaxie, epidemia a fost stinsă în părțile teritoriului care au scăpat de invazia germană, ea a continuat să bântuie cu violență în teritoriile Valahiei ocupate de inamic. Acolo, de fapt, germanii se limitaseră numai la o strictă supraveghere a propriilor lor trupe; iar populația românească au lăsat-o privată în totalitate de orice asistență; astfel, toate spitalele rurale, care puteau fi utilizate pentru a izola bolnavii de la țară, au fost demontate de ei și sistematic mutate. Chiar și în București, unde trupele de ocupație, datorită măsurilor adoptate, au scăpat de molimă, epidemia făcea ravagii printre populația băștinașă. Aici tifosul bântuia cu violență și s-a împuținat în vara și toamna anului 1918 și apoi pe tot parcursul anului 1919; el continua încă să facă numeroase victime în capitală, până când, în luna noiembrie, germanii au fost izgoniți de către armata franceză de Orient, venită de la Salonic. Acest procedeu inuman al germanilor față de populația românească comportă totuși lecții prețioase și demonstrează cât de eficiente sunt metodele de profilaxie rațională, aplicată cu strictețe, în plin focar epidemic; în timp ce locuitorii din București plăteau bolii un greu tribut, trupele germane despăducheate cu grijă și ținute departe de orice contact virulent au rămas aproape neatinse de infecție.
Astăzi, epidemia de tifos exantematic a fost stinsă în România; cazuri izolate și puțin grave încă mai continuă să apară din când în când. Numai în Basarabia, unde mijloacele de acțiune sunt mai modeste, personalul medical foarte rar și comunicațiile dificile, persistă încă mici focare de tifos exantematic printre locuitorii de la țară.

### Rezervorul de infecție
Principalul rezervor de infecție cu Rickettsia prowazekii este reprezentat de omul bolnav. Izolarea de la veverița zburătoare (Glaucomys volans) în SUA  în 1975 și 1981, a unei tulpini de rickettsia, identică serologic cu R. prowazekii, a pus în discuție posibilitatea existenței unui rezervor de rickettsii extrauman.

#### Rezervorul uman
Rezervorul principal de infecție este reprezentată de omul bolnav, cu boala aparentă sau inaparentă, contagios pentru păduchele de corp (Pediculus humanus corporis). Orice persoană cu rickettsiemie este rezervor de infecție. Sângele bolnavilor este contagios pentru păduchele de corp în ultimele 2-3 zile ale incubației (înaintea apariției febrei) și se menține astfel toată durata stării febrile (perioada de stare), precum și circa 2 zile după scăderea febrei, uneori chiar 7-15 zile de apirexie (în total 18—20 de zile). Sângele bolnavilor de tifos exantematic conține o densitate mai mare de rickettsii în prima parte a bolii și este deosebit de contagios în formele grave ale bolii. În aceste cazuri, densitatea rickettsiemiei este de 100 de ori mai mare decât în formele ușoare ale bolii.
Totuși, aceste date nu trebuie să conducă la subestimarea rolului important ca sursă de infecție a formelor ușoare, așa cum apar la cei vaccinați sau în caz de tifos repetat Brill-Zinsser. S-a reușit să se infecteze, în mod constant, păduchi pe bolnavii cu tifos Brill-Zinsser în prima săptămână a bolii. Formele ușoare, fruste și atipice Brill-Zinsser de tifos exantematic, așa cum apar mai ales în cazurile sporadice de tifos repetat, constituie rezervorul de rickettsii în perioadele interepidemice. Tot atât de importante epidemiologic sunt și formele inaparente de boală, a căror infecțiozitate a fost dovedită în România.
În urma unei infecții anterioare, rickettsiile pot persista la unele persoane timp de zeci de ani în organele profunde (splină, măduva osoasă, ganglioni, unele structuri endoteliale), în stare probabil latentă; în această stare, persoana în cauză nu este contagioasă. Dacă, însă, apar condiții de depresie imună severă (denutriția cumulată cu eforturi și privațiuni prelungite), se creează condițiile pentru reactivărea ciclului biologic al rickettsiilor în organism, cu reapariția unei stări de boală clinic manifestă, inclusiv cu rickettsii libere în circulație. Această formă de tifos se numește boala Brill-Zinsser (tifosul exantematic de reîmbolnăvire, tifosul recidivant). Purtătorii cronici foști bolnavi, care pot face tifosul Brill-Zinsser, se întâlnesc îndeosebi printre oamenii în vârstă, care au fost bolnavi, cu forme tipice, în perioada epidemică de după al doilea Război Mondial. Asemenea surse pot juca un anumit rol în evoluția endemo-epidemică a tifosului exantematic din unele țări africane și chiar din alte zone ale lumii. Rolul purtătorilor cronici, foști bolnavi, a fost semnalat în 1910 de Brill, apoi în 1935, de Zinsser  și în 1955, de Price.
Persistență îndelungată a rickettsiilor în crotele (dejecțiile) păduchilor infectați, în haine și în rufe, ținute la adăpost de lumină și în condiții de uscăciune și temperatură joasă, ar putea explica apariția unor cazuri într-o colectivitate lipsită de alte cazuri și de păduchi.

#### Rezervoarele extraumane
Până nu demult s-a crezut că omul este singurul rezervor de infecție pentru R. prowazekii,  dar în 1975, în estul SUA, a fost descoperit un rezervor extrauman silvatic de R. prowazekii, în care este implicată veverița zburătoare și paraziții săi cutanați (păduchi sau purici).
În 1963, studiile serologice au pus în evidență infecții cu R. prowazekii la veverița zburătoare (Glaucomys volans) din Virginia, SUA, și ulterior în Florida și Maryland. În 1975, au fost izolate diferite tulpini de R. prowazekii de la purici, păduchi și din splinele veverițelor zburătoare capturate în pădurile din Florida și Virginia. Studiile ulterioare au arătat că atât puricele (Orchopeas howardi), cât și păduchele (Neohaematopinus sciuropteri) veveriței zburătoare sunt vectori importanți în transmiterea R. prowazekii la aceste mamifere. Tulpinile de R. prowazekii izolate de la veverițele zburătoare se înmulțesc în păduchele uman de corp, dar păduchele veveriței zburătoare (N. sciuropteri), infectat cu R. prowazekii, este strict specific acestei veverițe, nu a fost găsit la om și nu-l înțeapă. Se presupune că infecția se răspândește la ființe umane prin dejecțiile ectoparazitului aerosolizate atunci când veverițele zburătoare își fac toaleta. Se pare că și puricele veveriței (Orchopeas howardi) este vectorul afecțiunii umane.  Orchopeas howardi poate infesta omul în lipsa gazdei principale (menținând astfel ciclul natural de dezvoltare a infecției). Orchopeas howardi parazitează omul atunci când nu are la dispoziție gazda favorită: veverița zburătoare (de exemplu, atunci când sunt distruse cuiburile acestora din podurile caselor). Transmiterea tifosului silvatic este foarte complexă și datorită numărului redus de cazuri descrise până acum, nu se cunoaște în amănunt importanța diverșilor factori ce influențează transmiterea acestei afecțiuni.
Din anii 1980, majoritatea cazurilor de tifos exantematic raportate în sud-estul SUA au fost legate de contactul cu veverițele zburătoare, această formă de tifos se numește tifos exantematic silvatic. Infecția este similară cu tifosul exantematic clasic european, fiind caracterizată prin febră, cefalee, frisoane, stare de rău și în unele cazuri prin erupție cutanată maculară tipică centrifugă.  Boala apare de obicei în grupuri, toamna sau iarna, când veverițele își fac cuib în podurile caselor din sud-estul SUA.  Până în prezent, nu au fost raportate decese în tifosul legat de contactul cu veverițe. Prezența anticorpilor IgM la omul infectat cu R. prowazekii (indiferent de sursa de infecție, păduchi sau veverițele zburătoare) indică o infecție recentă și exclude recidivele sau boala Brill-Zinsser. Aceste observații indică faptul că infecția cu R. prowazekii poate fi contractată din alte rezervoare decât cele umane, cu un ciclu diferit de cel al altor boli rickettsiale. Conceptele actuale ale epidemiologiei tifosului exantematic trebuie reevaluate pentru a lua în considerare acest aspect zoonotic.
La începutul anilor 1950, a fost observată prezența anticorpilor împotriva R. prowazekii la mai multe animale domestice și sălbatice din Africa, sugerând că ființele umane nu sunt singurul rezervor al R. prowazekii. Prezența anticorpilor specifici a fost observată și în serul vitelor provenite din Mexic în 1965, în serul măgarilor din America de Sud în 1967 și în serul animalelor domestice și sălbatice din Franța în 1968. În 1966, R. prowazekii a fost izolată din sângele măgarilor egipteni. Cu toate acestea, alți cercetători nu au reușit să izoleze R. prowazekii  la alte specii de animale sălbatice și căpușe în Egipt și Sudan. Alte încercări de implicare a animalelor în infecția cu R. prowazekii nu au evidențiat o infecție severă sau generalizată, o rickettsemie sau o infecție persistentă. Răspunsul anticorpilor la R. prowazekii probabil a fost cauzat de reacțiile încrucișate cu alte bacterii.
Căpușele ar putea fi un rezervor pentru R. prowazekii. Într-adevăr, mai multe tulpini de R. prowazekii au fost izolate de la căpușele Hyalomma spp. extrase de la vitele și din sângele acestora în Etiopia, și de la căpușele Amblyomma spp. în Mexic. Căpușele injectate experimental cu R. prowazekii devin infectate, dar mor prematur sau lasă descendenți incapabili să transmită acest microb atunci când sunt plasate pe cobai.  Deoarece mai multe încercări de izolare a R. prowazekii de la căpușe au fost negative, ipoteza ciclului animal–căpușă a tifosului exantematic este slab susținută.